# Alexéi Akátiev
Alexeé Nikoláyevich Akátiev –en ruso, Алексей Николаевич Акатьев– (Moscú, URSS, 7 de agosto de 1974) es un deportista ruso que compitió en natación, en las modalidades de piscina y aguas abiertas.
Ganó cuatro medallas en el Campeonato Mundial de Natación entre los años 1994 y 2000, y seis medallas en el Campeonato Europeo de Natación entre los años 1995 y 1999.
Participó en los Juegos Olímpicos de Atlanta 1996, ocupando el octavo lugar en la prueba de 1500 m.

## Palmarés internacional
| Campeonato Mundial | Campeonato Mundial        | Campeonato Mundial | Campeonato Mundial |
| Año                | Lugar                     | Medalla            | Prueba             |
| ------------------ | ------------------------- | ------------------ | ------------------ |
| 1994               | Roma (Italia)             | Medalla de bronce  | 25 km              |
| 1998               | Perth (Australia)         | Medalla de oro     | 5 km               |
| 1998               | Perth (Australia)         | Medalla de oro     | 25 km              |
| 2000               | Honolulú (Estados Unidos) | Medalla de bronce  | 25 km              |
| Campeonato Europeo |                           |                    |                    |
| Año                | Lugar                     | Medalla            | Prueba             |
| 1995               | Viena (Austria)           | Medalla de oro     | 5 km               |
| 1995               | Viena (Austria)           | Medalla de plata   | 25 km              |
| 1997               | Sevilla (España)          | Medalla de oro     | 5 km               |
| 1997               | Sevilla (España)          | Medalla de oro     | 25 km              |
| 1999               | Estambul (Turquía)        | Medalla de oro     | 25 km              |
| 1999               | Estambul (Turquía)        | Medalla de plata   | 5 km               |